# Hermann Schild
Hermann Schild (Güben in der Oberlautz, 16 febbraio 1913 – Monaco di Baviera, 9 aprile 2006) è stato un ciclista su strada tedesco, vinse l'edizione del 1938 del Deutschland Tour e complessivamente nove tappe nella corsa a tappe tedesca.
Sviluppò la sua carriera quasi esclusivamente in patria, nel 1947 vinse la Berlin-Cottbus-Berlin, importante classica tedesca dell'epoca e nel 1954 fu campione nazionale nella prova in linea professionisti mentre l'anno successivo concluse la prova al terzo posto.
Prese parte, con la nazionale tedesca, a due edizioni del Tour de France, nel 1937 e nel 1938 ma in entrambe le occasioni si ritirò.

## Palmarès
- 1937 (Presto, una vittoria)

11ª tappa Deutschland Tour (Hannover > Amburgo)
- 1938 (Presto, tre vittorie)

2ª tappa Deutschland Tour (Zittau > Chemnitz)
11ª tappa Deutschland Tour (Colonia > Bielefeld)
Classifica generale Deutschland Tour
- 1939 (Presto, quattro vittorie)

9ª tappa Deutschland Tour (Vienna > Graz)
12ª tappa Deutschland Tour (Augusta > Singen)
14ª tappa Deutschland Tour (Stoccarda > Saarbrücken)
20ª tappa Deutschland Tour (Lipsia > Berlino
- 1947 (Individuale, una vittoria)

Berlin-Cottbus-Berlin
- 1951 (Bimarck, una vittoria)

2ª tappa Deutschland Tour (Bielefeld > Essen)
- 1952 (Rabeneick, una vittoria)

8ª tappa Deutschland Tour (Karlsruhe > Lörrach)
- 1954 (Rabeneick, una vittoria)

Campionati tedeschi, Prova in linea

### Altri successi
- 1951 (Bismarck, una vittoria)

Berlino (criterium)

## Piazzamenti

### Grandi Giri
- Tour de France

1937: ritirato (alla 5ª tappa)
1938: ritirato (alla 8ª tappa)